# Johan August Liborius

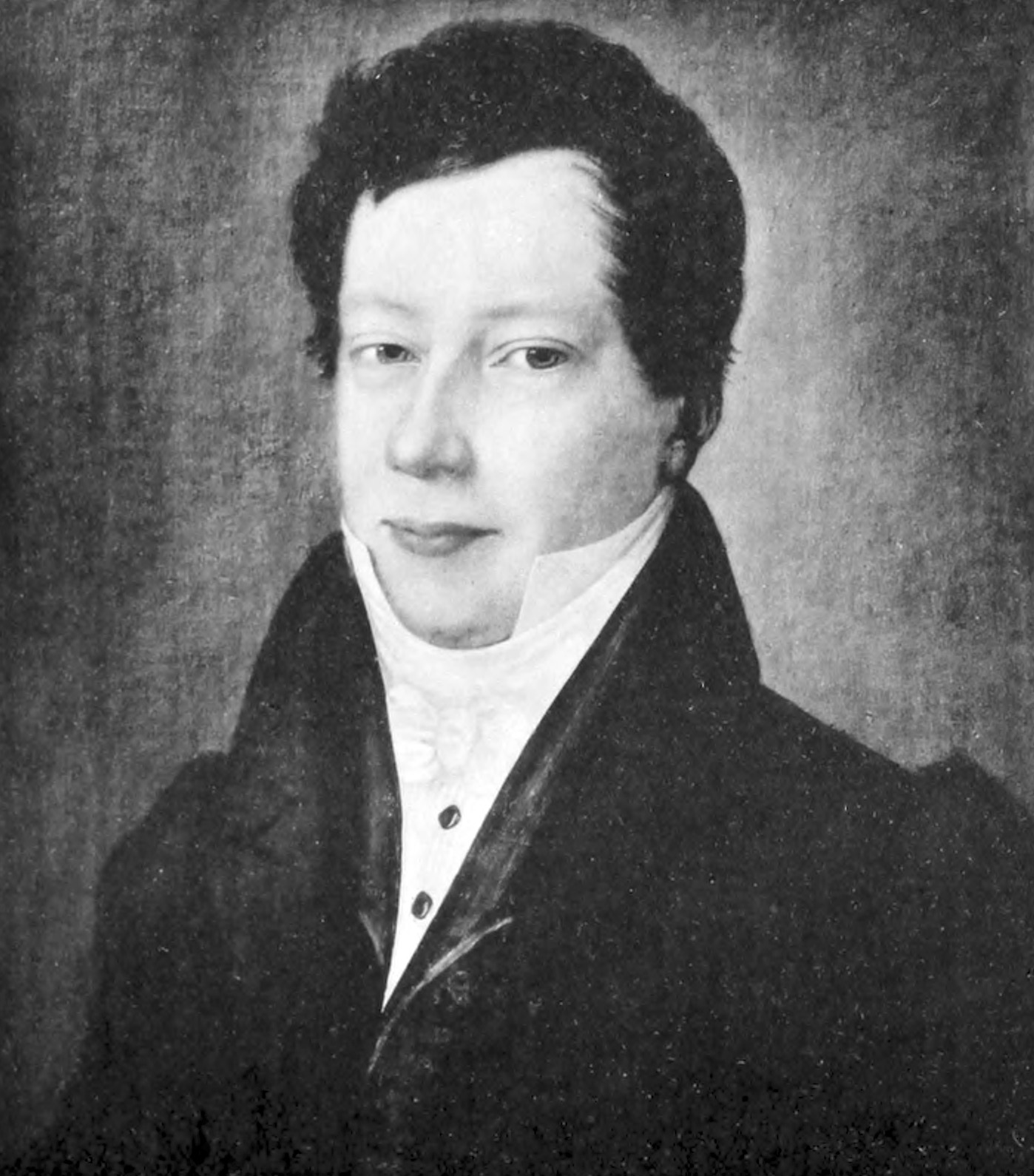
Johan August Liborius. Oljemålning.

Johan August Liborius, född 26 januari 1802 i Karlshamn, Blekinge län, död 9 maj 1870 i Göteborg, var en svensk kirurg. Han var ordförande i Göteborgs Läkaresällskap 1851–1852.

## Biografi

### Utbildning
Som trettonåring skickades Liborius, som dittills hade läst vid en skola i födelseorten Karlshamn, till tyska Lübeck för att i ett år studera språk. Han tog studenten i Lund 1816 och påbörjade därefter sina medicinstudier. Han blev medicine kandidat 1825, medicine licentiat 1827, medicine doktor 1829 och kirurgie magister 1832. År 1829 utnämndes han till andre stadsläkare i Karlshamn. Under perioden 1830 till 1831 företog han studieresor till Tyskland och Frankrike. 

### Göteborgstiden
Liborius kom till Göteborg 1845 och utnämndes den 6 mars samma år till överläkare vid Sahlgrenska sjukhusets kirurgiska avdelning. Han efterträdde Pehr Christopher Westring och innehade tjänsten fram till sin död i magsäckscancer 1870. Under hans tid på Sahlgrenska moderniserades kirurgin avsevärt. Man började operera i narkos, förlösa kvinnor med kejsarsnitt och använda karbolsyra för att förebygga utveckling av infektioner. Liborius genomförde 1850–1851 tre kejsarsnitt och i mars 1865 en av Sveriges allra första ovariotomier och genomförde även en av de första bukoperationerna i landet. Han var den förste kirurgen i modern mening på Sahlgrenska sjukhuset, som under hans tid delades upp i en medicinsk och en kirurgisk klinik. 
I sin bostad på Västra Hamngatan 21, hade Johan August Liborius mottagning 16-17 samt 10-12 på Sahlgrenska sjukhuset. Liborius invaldes som ledamot av Vetenskaps- och Vitterhetssamhället 1846.

## Eftermäle
Liborius fick 1949 en gata uppkallad efter sig i Göteborg, Doktor Liborius gata. Han beskrivs som en "plikttrogen och arbetsam man, som stillsam och tyst gick sin väg, anspråkslös, givmild och välvillig."